# Kościół św. Józefa Rzemieślnika w Strzydzewie
Kościół Świętego Józefa Rzemieślnika w Strzydzewie – katolicki kościół parafialny z 1897 roku, zlokalizowany w Strzydzewie w powiecie pleszewskim.

## Historia
Kościół wznieśli w 1897 roku osadnicy niemieccy. W czasie II wojny światowej zakazano Polakom wejścia. Konsekrował go kard. Stefan Wyszyński w 1958 roku.

## Architektura i wystrój
Świątynia jest budowlą murowaną, jednonawową. Prezbiterium zamyka półkolista apsyda. Do kościoła przylega zakrystia. Trzon budowli pokrywa dwuspadowy dach kryty dachówką ceramiczną. Do kościoła, w jego przedniej części, przylega czworoboczna trójkondygnacyjna dzwonnica kryta ostrosłupowym dachem.
W pseudorokokowym ołtarzu głównym znajduje się obraz przedstawiający Zdjęcie z krzyża. W pozostałych ołtarzach obrazy: Matka Boża z Dzieciątkiem oraz Trójca Święta. W kościele znajduje się też obraz przedstawiający Świętą Annę z Maryją oraz figura Św. Józefa. Czczona jest też kopia Obrazu Matki Boskiej Nieustającej Pomocy.